# Юньнаньская бурозубка
Юньнаньская бурозубка (лат. Sorex excelsus) — вид насекомоядных млекопитающих из семейства землеройковых. Обитает в высокогорьях центрального Китая и в соседнем Непале на высотах до 4000 метров над уровнем моря.

## Описание
При длине головы и туловища от 6 до 7,3 см и весе около 5-10 граммов юньнаньская бурозубка относится к видам бурозубок среднего размера. Хвост достигает длины 44-51 мм и поэтому короче остального тела, задние лапы имеют длину 13-16 мм. Спинная окраска коричневая, бока песочно-коричневые, а брюшко серое, при этом брюшная и спинная стороны чётко различаются по цвету. Хвост резко разделён по цвету на коричневую верхнюю часть и белую нижнюю. Ноги белого или серебристо-серого цвета.
Череп имеет общую длину от 18 до 20 мм и ширину от 8,6 до 9,1 мм с узкой мордочкой. Как и у большинства видов рода, у вида имеется один резец (incisivus) на половину верхней челюсти, а затем пять одноконечных зубов, один премоляр и три моляра. В нижней челюсти, напротив, за резцом находится один клык (caninus). В общей сложности у животных 32 зуба. Как и у большинства краснозубых землероек, корни зубов окрашены в красный цвет. Первые два одноконечных зуба верхней челюсти примерно одинакового размера и крупнее третьего и четвёртого, которые также примерно одинакового размера. Юньнаньская бурозубка отличается от очень похожих видов тянь-шаньской бурозубки, обыкновенной бурозубки и тундровой бурозубки соотношением размеров одноконечных зубов друг к другу, по размеру зубы примерно соответствуют таковым у тундровой бурозобки.

## Распространение и образ жизни
Встречается в высокогорьях центрального Китая в провинциях Юньнань, Сычуань, Сицзан и Цинхай, а также в соседнем Непале на высотах до 4000 метров. В Непале этот вид пока подтвержден только в Кумджунге, недалеко от китайской границы.
Как и в случае со многими другими видами рода, данных об образе жизни этого вида мало. Обитает в горных лесных массивах, также была обнаружена вдоль ручьёв с кустарниковой растительностью по берегам и влажной почвой в южной части Цинхая.
Как и все бурозубки, этот вид питается беспозвоночными, особенно насекомыми. Наблюдения за размножением отсутствуют.

## Систематика
Первое научное описание было сделано Гловером Алленом в 1923 году, который описал особь из окрестностей Шангри-Ла в провинции Юньнань с высоты почти 4000 метров над уровнем моря. Иногда вид относили к S. araneus в качестве подвида. В пределах рода вид отнесен к подроду Sorex и отнесен к группе S. tundrensis, хотя генетически они не являются близкородственными.
Кроме номинативного вида Sorex excelsus excelsus, в пределах вида не выделено других подвидов.

## Угрозы и охрана
Несмотря на редкие наблюдения, юньнаньская бурозубка классифицируется Международным союзом охраны природы (МСОП) как вид, вызывающий наименьшую озабоченность, из-за относительно большого ареала и предполагаемой большой численности популяции. Потенциальные угрозы для популяции не известны.